# ده فرمان (قسمت نهم)
ده فرمان (اپیزود نهم) نهمین قسمت از مجموعه ده قسمتی ده فرمان ساخته کریشتوف کیشلوفسکی است.
این مجموعه بین سالهای ۱۹۸۸ تا ۱۹۸۹ میلادی ساخته شد، کریشتوف کیشلوفسکی به‌همراه کشیشتف پیسیویچ فیلمنامه این مجموعه را به نگارش درآوردند.

## خلاصه داستان
به زن همسایه‌ات طمع مورز
این قسمت، به بیان مشکلات پزشکی متخصص (رومن) می‌پردازد. در ابتدا به مشکلات بیماران یک پزشک شباهت دارند اما سکانس‌های بعدی ما را با مشکلات همسرش (هانکا) نیز آگاه کرده و ما را با عشق جدید هانکا و رابطهٔ مشکوک او و مردی دیگر آشنا می‌سازد. افکار گره‌خوردهٔ رومن به هنگام مراجعت بیماران و یادآوری روابط مشکوک همسرش، وی را از روال عادی زندگی‌اش خارج می‌سازد. این بخش از داستان به بی‌اعتمادی و خیانت زن و همسری می‌پردازد که به مرور ادامهٔ اینگونهٔ رابطه‌شان را ناممکن می‌یابند…